# Delosperma tradescantioides
Delosperma tradescantioides är en isörtsväxtart som först beskrevs av Berg., och fick sitt nu gällande namn av L. Bol.. Delosperma tradescantioides ingår i släktet Delosperma, och familjen isörtsväxter. Inga underarter finns listade i Catalogue of Life.

## Bildgalleri

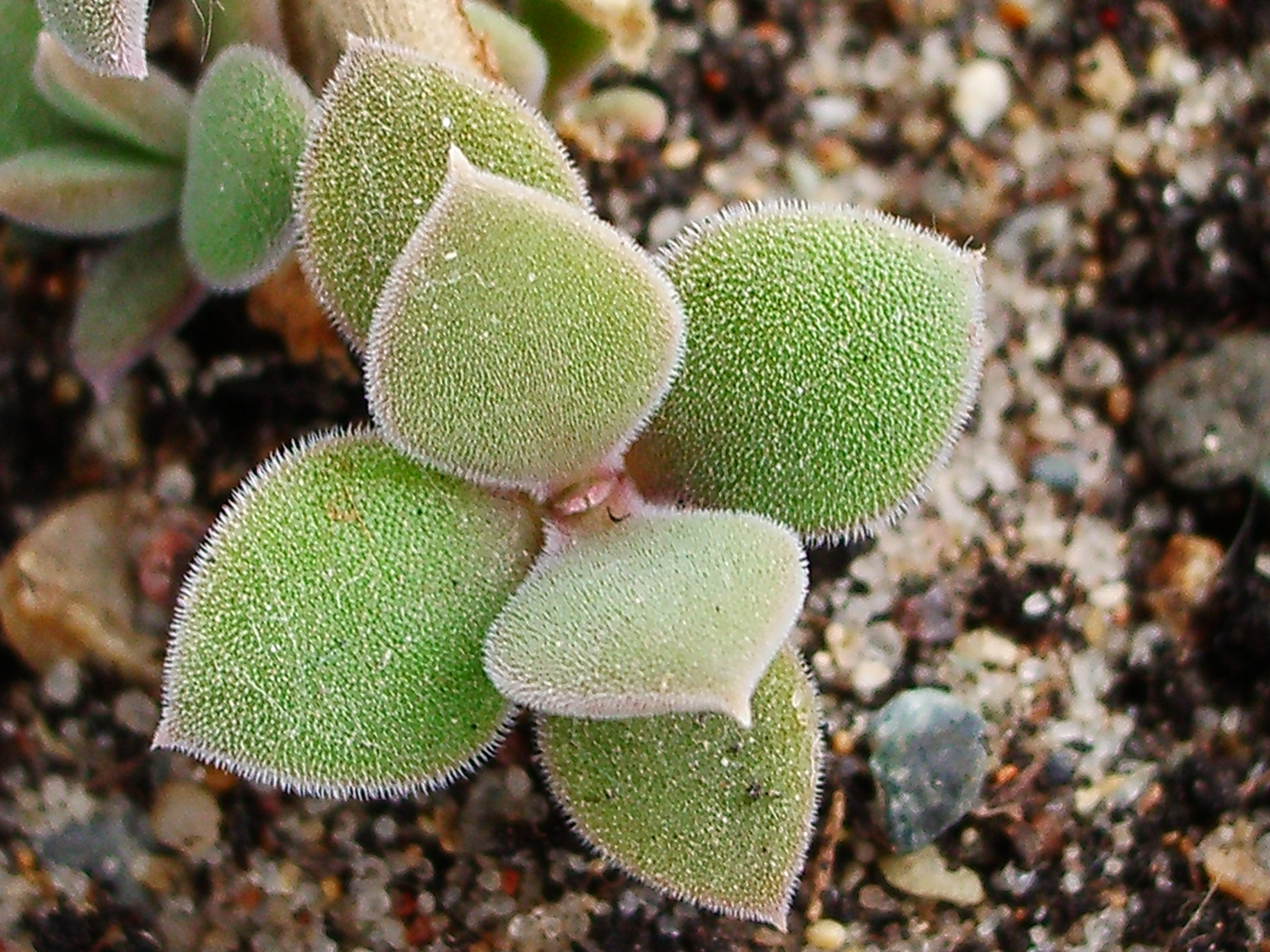
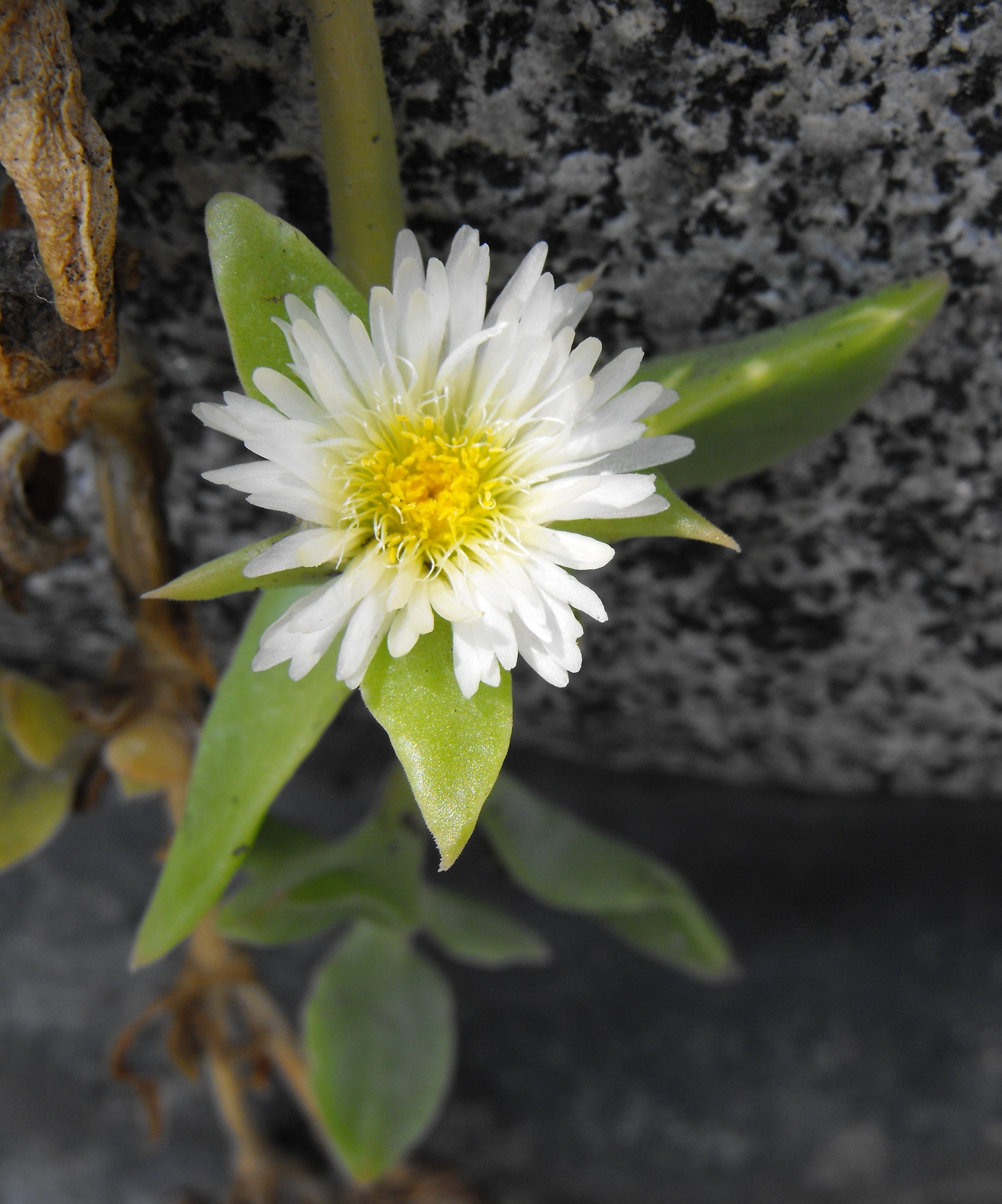